# Alliantie voor de Kaukasus

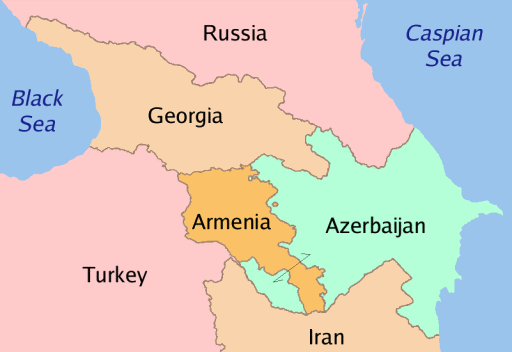
Kaart van de Kaukasus

Alliantie voor de Kaukasus, formeel Kaukasus Stabiliteits- en Samenwerkingspact, was een voorstel van de Turkse premier Recep Tayyip Erdoğan in 2008 voor een alliantie voor samenwerking en vrede in de Kaukasus.

## Achtergrond
Erdogan deed het voorstel op 13 augustus 2008, daags na de wapenstilstand van de Russisch-Georgische Oorlog. Beoogde leden van de alliantie waren Armenië, Azerbeidzjan, Georgië, Rusland en Turkije. Het zou ook een mogelijkheid vormen voor vredesgesprekken tussen Azerbeidzjan en Armenië over de kwestie Nagorno-Karabach. 
Het voorstel was echter niet nieuw. Het was een herzien idee uit 2000 van de Turkse president Süleyman Demirel, destijds genaamd "Stabiliteitspact voor de Kaukasus", in de context van de OVSE en de Tweede Tsjetsjeense Oorlog. De voorstellen van Erdogan in 2008 leidden niet tot concretisering, mede door de vele obstakels tussen de verschillende landen, zoals het verbreken van de relaties tussen Georgië en Rusland. Maar ook de Turks-Armeense relatie was slecht. De Turkse president Abdullah Gül bezocht in september 2008 voor het eerst Armenië, maar de opwarming van de relaties tussen beide landen was van korte duur.

## Andere initiatieven
Nadien vonden er herhaaldelijk vergelijkbare initiatieven plaats, maar geen van allen slaagden. In 2020 werd na de oorlog in Nagorno-Karabach door Turkije en Iran een nieuw voorstel gedaan, waarna Rusland het in 2021 nog eens probeerde met een "3+3 forum", waar Iran aan het rijtje landen was toegevoegd, als regionale macht. Dit overlegforum kreeg nog de meeste opvolging, maar Georgië weigerde hieraan mee te doen, ondanks herhaaldelijke uitnodigingen daartoe.